# ナイジェル・ヘイヴァース
ナイジェル・ヘイヴァース（The Hon. Nigel Allan Havers、1951年11月6日 - ）は、イギリスの俳優。ロンドン・インフィールド区・エドモントン出身。
映画『炎のランナー』のアンドリュー・リンゼイ卿役で注目された。また、1983年から1990年までBBCのホームコメディ番組「Don't Wait Up」にトニー・ブリットンやダイナ・シェリダンと出演して人気を博した。

## 家系
男爵の家柄に生まれ、父方はエセックス、母方はコーンウォールの出である。
祖父、父親、兄は弁護士や裁判官だった。祖父のサー・セシル・ヘイヴァースは、イギリスで死刑が執行された最後の女性として知られるルース・エリスの裁判を担当した。後にナイジェルは2010年のテレビ番組のインタビューで、祖父は内務大臣グウィリム・ロイド・ジョージ宛てに「情痴犯罪」と見なすので死刑執行延期をすすめたが、それはにべもなく断られたと語っている。また、祖父は死刑執行後、エリスの息子に毎年金銭を送っていた。

## 主な出演作品

### 映画
- ジュリア・幽霊と遊ぶ女 Full Circle (1977)
- ビートルズの誕生 Birth of the Beatles (1979)
- 炎のランナー Chariots of Fire (1981)
- インドへの道 A Passage to India (1984)
- 影の軍隊 The Whistle Blower (1986)
- 小公女 A Little Princess (1986) テレビミニシリーズ
- 太陽の帝国 Empire of the Sun (1988)
- 戦場 Farewell to the King (1989)
- クリシーの静かな日々 Jours tranquilles à Clichy (1990)
- バーニング・シーズン The Burning Season (1994) テレビ映画
- ライフ・イズ・コメディ! ピーター・セラーズの愛し方 The Life and Death of Peter Sellers (2004)
- ペネロピ Penelope	(2006)

### テレビドラマ
- Don't Wait Up (1983-1990)
- The Good Guys (1992-1993)
- Dangerfield (1997-1999)
- Manchild (2002-2003)
- ブラザーズ&シスターズ Brothers & Sisters (2008-2009)
- Lunch Monkeys (2009-2011)
- コロネーション・ストリート Coronation Street (2009-2010, 2012-2013)
- ダウントン・アビー Downton Abbey (2011)
- The Life of Rock with Brian Pern (2014)